# Seegeriella
Seegeriella é um género de plantas com flores pertencentes à família Orchidaceae.
A sua área de distribuição nativa é o oeste da América do Sul.
Espécies:
- Seegeriella crothersii Pupulin & H.Medina
- Seegeriella pinifolia Senghas
- Seegeriella senghasiana Vierling